# II Giochi del Mediterraneo sulla spiaggia
La seconda edizione dei Giochi del Mediterraneo sulla spiaggia è stata ospitata da Patrasso dal 25 al 31 agosto 2019. Le 11 discipline sono tutte legate alla spiaggia e all'acqua e coinvolgono 26 paesi membri del Comitato Internazionale dei Giochi del Mediterraneo.

## Candidatura
La sede della seconda edizione dei Giochi del Mediterraneo sulla spiaggia è stata scelta a Tarragona il 13 ottobre 2017, durante l'assemblea generale del Comitato Internazionale dei Giochi del Mediterraneo.

## Sviluppo e preparazione

### Sedi di gara
Le sedi di gara sono state:
- Hera per le gare di rowing beach sprint, canoe ocean racing, aquathlon, nuoto di fondo, nuoto pinnato e sci nautico;
- Artemis per le gare di beach handball, beach soccer, lotta sulla spiaggia, tennis da spiaggia e beach volley;
- Piscina A. Pepanos per una parte delle gare di nuoto pinnato.

### Logo
Il logo della manifestazione rappresenta un delfino stilizzato.

### Mascotte
La mascotte dell'evento è Patreas, un gabbiano disegnato da Canella Stasinopoulou.

## I Giochi

### Nazioni partecipanti
Le 26 nazioni partecipanti alla seconda edizione dei Giochi saranno:
- Albania
- Algeria
- Andorra
- Bosnia ed Erzegovina
- Cipro
- Croazia
- Egitto
- Francia
- Grecia
- Italia
- Kosovo
- Libano
- Libia
- Macedonia del Nord
- Malta
- Marocco
- Monaco
- Montenegro
- Portogallo
- San Marino
- Serbia
- Siria
- Slovenia
- Spagna
- Tunisia
- Turchia

In questa edizione debuttano il Kosovo e il Portogallo.

### Discipline
Le discipline in cui le nazioni partecipanti sono chiamate a sfidarsi sono 11 e sono tutte legate alla spiaggia o all'acqua:
- Aquathlon
- Beach handball
- Beach soccer
- Tennis da spiaggia
- Beach volley
- Lotta sulla spiaggia
- Canoe ocean racing
- Nuoto pinnato
- Nuoto di fondo
- Canottaggio da spiaggia sprint
- Sci nautico

## Medagliere
| Pos.   | Paese      |    |    |    | Totale |
| ------ | ---------- | -- | -- | -- | ------ |
| 1      | Grecia     | 19 | 16 | 11 | 46     |
| 2      | Italia     | 15 | 13 | 11 | 39     |
| 3      | Francia    | 13 | 7  | 12 | 32     |
| 4      | Spagna     | 6  | 5  | 7  | 18     |
| 5      | Portogallo | 1  | 5  | 0  | 6      |
| 6      | Turchia    | 1  | 0  | 3  | 4      |
| 7      | Albania    | 1  | 0  | 0  | 1      |
| 8      | Tunisia    | 0  | 4  | 2  | 6      |
| 9      | Croazia    | 0  | 3  | 2  | 5      |
| 10     | Siria      | 0  | 1  | 2  | 3      |
| 11     | Cipro      | 0  | 1  | 1  | 2      |
| 12     | Monaco     | 0  | 0  | 2  | 2      |
| 13     | San Marino | 0  | 0  | 1  | 1      |
| Totale | Totale     | 56 | 55 | 54 | 165    |

Fonte